# Giuseppe Anatrelli
Giuseppe Anatrelli, aussi connu comme Geppino Anatrelli, né à Naples le 3 janvier 1925 et mort dans la même ville le 29 novembre 1981, est un acteur italien.

## Biographie
Entre 1953 et 1959, Giuseppe Anatrelli a fait partie de la compagnie de Eduardo De Filippo, puis a joué de nouveau avec De Filippo en 1963, à la télévision dans la série Peppino Girella, et a rejoint sa compagnie au début des années 1970.
Il est probablement mieux connu pour son rôle du Geometra Luciano Calboni dans les trois premiers chapitres de la série Fantozzi.
Giuseppe Anatrelli est mort à Naples le 29 novembre 1981 des suites d'un infarctus à l'âge de 56 ans.

## Filmographie partielle
- 1959 : Sogno di una notte di mezza sbornia de Eduardo De Filippo
- 1971 : Détenu en attente de jugement (Detenuto in attesa di giudizio) de Nanni Loy
- 1974 : Piedino il questurino
- 1975 :
  - Fantozzi de Luciano Salce
  - La Femme du dimanche (La donna della domenica) de Luigi Comencini
  - Il Marsigliese mini-série télévisée italienne de Giacomo Battiato
- 1976 : Il secondo tragico Fantozzi de Luciano Salce
- 1976 : Chi dice donna, dice donna de Tonino Cervi
- 1976 : La lycéenne se marie (Scandalo in famiglia) de Marcello Andrei
- 1977 :
  - Enquête à l'italienne (Doppio delitto) de Steno
  - Tre tigri contro tre tigri de Sergio Corbucci et Steno
- 1980 : Plus il est con, plus il s'en donne l'air (Fantozzi contro tutti) de Neri Parenti et Paolo Villaggio